# Kranmärkning
Kranmärkning är en miljömärkning som sköts av branschorganisationen Svenskt Vatten, vars syfte är att uppmärksamma verksamheter som enbart använder kranvatten. Den nationella märkningen lanserades 22 mars 2017, i samband med Världsvattendagen. Kranmärkning togs fram delvis på grund av den ökade konsumtionen av flaskvatten, som är har högre produktionskostnader och leder till större koldioxidutsläpp. Idén togs först fram av Göteborgs Stad Kretslopp och Vatten, som en märkning för lokala arrangemang, innan den instiftades på nationell nivå av Svenskt Vatten. Vid början av 2021 var över 700 organisationer kranmärkta, vilket inkluderade både privata företag och offentliga verksamheter.
Kranmärkning är ingen certifiering, utan kranmärkta organisationer är själva ansvariga för att upprätthålla standarden associerad med märkningen. Detta innebär främst att vidta åtgärder för att i sitt arbete undvika flaskvatten och ersätta det med kranvatten. Det kan till exempel göras genom att använda vattenflaskor som kan fyllas med kranvatten eller att införskaffa kolsyremaskiner för att ersätta kolsyrat vatten på flaska.
Märkningen kan erhållas för hela verksamheter eller enskilda evenemang, genom ett ansökningsformulär på kampanjsidan kranmarkt.se. 